# Henrik Skagh
Carl Henrik Vilhelm Skagh, född 4 april 1887 i Uppsala, död 6 augusti 1946 i Fjärås församling, Hallands län, var en svensk konservator och målare.
Han var son till fröhandlaren Carl Johan Andersson och Apollonia Eugenia Euphrosyne (Jenny) Kolthoff och från 1918 gift med Ester Aurora Månson samt far till Affe Skagh. Efter avlagd studentexamen i Stockholm 1908 studerade han lantmäterilära i Uppsala under två år. Men hans bekantskap med Nils Dardel kom att bli avgörande för hans val att bli konstnär. Han for till Paris 1910 där han bland annat träffade Leander Engström, Isaac Grünewald och Einar Jolin som uppmanade och inspirerade honom att studera konst men mest avgörande för hans framtida konstnärskap blev fauvisternas och Cézanne starka färger. I början av 1910-talet företog han studieresor till Tyskland, Nederländerna och Belgien där han bedrev självstudier på olika museer. Han debuterade med en utställning i Bordeaux 1913 men när första världskriget bröt ut reste han till Köpenhamn där han studerade för Otte Sköld och arbetade som tavelrestaurator. Han kom till Göteborg 1921 och ställde samma år ut på Valands. 1928 flyttade han till Kungsbacka  som i fortsättningen kom att bli hans fasta uppehållsort. Separat ställde han ut i Kungsbacka och han medverkade i utställningarna Mitt bästa konstverk, Liljevalchs salonger, Uplands konstförenings utställningar i Uppsala samt samlingsutställningar i Göteborg och Borås. Skaghs produktion var mycket omfattande men rätt ojämn i kvalité. Hans konst består av skärgårdsbilder med båtar och fiskebodar samt landskapsbilder från trakterna kring Kungsbacka. 